# Eleccions municipals a Badalona
Des de l'any 1979, a la fi de la transició espanyola, s'han realitzat eleccions municipals democràtiques a Badalona. Tot i que abans de la Guerra Civil s'havien convocat eleccions, aquí es recullen els comicis des del primer de la instauració de la democràcia. A causa de les petites diferències en el nombre de vots que es produeix entre unes fonts o altres, l'article es basa en les dades electorals del Ministeri de l'Interior, si no s'indica el contrari.

## Abril de 1979
| Candidatura | Candidatura                                               | Cap de llista           | Vots   | Regidors | % vots |
| ----------- | --------------------------------------------------------- | ----------------------- | ------ | -------- | ------ |
|             | Partit Socialista Unificat de Catalunya                   | Màrius Díaz i Bielsa    | 29.810 | 12       | 34,85% |
|             | Partit dels Socialistes de Catalunya                      | Joan Blanch i Rodríguez | 26.481 | 10       | 30,96% |
|             | Convergència i Unió                                       | Pere Sió i Puig         | 9.213  | 3        | 10,77% |
|             | Centristes de Catalunya-Unió de Centre Democràtic         | Ferran Foix i Carbó     | 7.391  | 2        | 8,65%  |
|             | Unión de Ciudadanos de Badalona                           | Vicente Marqués Blasco  | 2.937  | 0        | 3,43%  |
|             | Partit del Treball de Catalunya                           | -                       | 2.928  | 0        | 3,42%  |
|             | Entesa d'Independents per Badalona                        | -                       | 2.307  | 0        | 2,7%   |
|             | Esquerra Republicana de Catalunya - Front Nacional Català | -                       | 1.742  | 0        | 2,04%  |
|             | Altres                                                    |                         | 2.718  | -        | 3,18%  |
|             | En blanc                                                  |                         | 0      | -        | 0%     |
|             | Nuls                                                      |                         | 730    | -        | 0,85%  |
| Total       | Total                                                     | 86.265                  | 86.265 | 27       | 59,4%  |

La victòria d'aquestes eleccions va ser pel Partit Socialista Unificat de Catalunya (PSUC), i com a segona força, molt a prop, hi havia el Partit dels Socialistes de Catalunya (PSC), quelcom que representava el decantament a l'esquerra dels ciutadans, amb especial esment dels barris perifèrics, de classe obrera, on hi havia el pes demogràfic del municipi. Per contra, Unió de Centre Democràtic no va aconseguir arrelar a causa de la poca implantació local d'aquest partit, i Convergència i Unió va arrelar només en aquells barris del centre de la ciutat. A les eleccions es van presentar nombroses formacions, entre les quals, a banda de les que obtingueren representació al consistori, destacà també Unió de Ciudadanos de Badalona, partit dirigit per Vicente Marqués i format per persones de l'últim ajuntament franquista, de tendència continuista.
El govern es formà a través del Pacte de Progrés, entre PSUC, PSC i CiU, que van convertir a Màrius Díaz i Bielsa en el primer alcalde de la democràcia a Badalona. No obstant això, en els primers anys de govern es veurien les incompatibilitats entre formacions, per exemple amb CiU, i les desavinences entre les diferents faccions del PSUC, acabarien en algunes dimissions destacades.

## Maig de 1983
| Candidatura | Candidatura                                           | Cap de llista           | Vots   | Regidors | % vots |
| ----------- | ----------------------------------------------------- | ----------------------- | ------ | -------- | ------ |
|             | Partit dels Socialistes de Catalunya                  | Joan Blanch i Rodríguez | 39.093 | 12       | 39,55% |
|             | Partit Socialista Unificat de Catalunya               | Màrius Díaz i Bielsa    | 35.823 | 11       | 36,25% |
|             | Convergència i Unió                                   | Josep Serra i Aloy      | 10.118 | 3        | 10,24% |
|             | Aliança Popular-Partit Demòcrata Liberal-Unió Liberal | Jordi Calvet Sánchez    | 6.168  | 1        | 6,24%  |
|             | Altres                                                |                         | 7633   | -        | 7,72%  |
|             | En blanc                                              |                         | 0      | -        | 0%     |
|             | Nuls                                                  |                         | 0      | -        | 0%     |
| Total       | Total                                                 | 98.835                  | 98.835 | 27       | 60,59% |

La victòria va ser per a Joan Blanch i Rodríguez del Partit dels Socialistes de Catalunya (PSC). En segon lloc s'hi situà el PSUC, que va baixar els seus resultats a causa de l'escissió del sector prosoviètic del partit, que es presentà com a Partit Comunista de Catalunya. El PSC va augmentar els seus vots als barris més poblats, com La Salut, Llefià i Sant Roc. D'altra banda, Convergència i Unió mantingué el seu electorat dels anteriors comicis i UCD, amb la derrota que havia patit a les eleccions generals del 1982, no va presentar candidatura. La coalició popular d'Aliança Popular aconseguí un regidor.
Fou escollit alcalde el socialista Joan Blanch, únicament amb els vots del PSC i enmig d'una gran tensió política, esdevenia un govern local en minoria i ràpidament van iniciar negociacions amb altres partits. El 1984, després de les eleccions autonòmiques, els socialistes van pactar amb Convergència i Unió, que va encarregar-se de les àrees de Cultura, Joventut i Esports; i la de Programació, Estadística i Lleves; a més, el seu cap de llista, Josep Serra i Aloy, esdevenia tercer tinent d'alcalde, quelcom que va ser vist negativament pel PSUC.

## Juny de 1987
| Candidatura | Candidatura                                                      | Cap de llista           | Vots   | Regidors | % vots |
| ----------- | ---------------------------------------------------------------- | ----------------------- | ------ | -------- | ------ |
|             | Partit dels Socialistes de Catalunya                             | Joan Blanch i Rodríguez | 42.227 | 13       | 42,94% |
|             | Iniciativa per Catalunya-Partit Socialista Unificat de Catalunya | Màrius Díaz i Bielsa    | 30.626 | 10       | 31,14% |
|             | Convergència i Unió                                              | Marcel Riera i Bou      | 14.297 | 4        | 14,54% |
|             | Altres                                                           |                         | 10.268 | -        | 10,45% |
|             | En blanc                                                         |                         | 931    | -        | 0,95%  |
|             | Nuls                                                             |                         | 782    | -        | 0,79%  |
| Total       | Total                                                            | 99.131                  | 99.131 | 27       | 62,2%  |

En aquestes eleccions, tant la participació com els resultats per barri van ser molt similars a les anteriors, donant novament com a vencedor als socialistes, que van augmentar la representació al consistori amb un regidor més. No obstant això, van haver governar amb pactes. Iniciativa per Catalunya, sorgida del PSUC i del PCC, va baixar un regidor, mentre que Convergència i Unió, amb Marcel Riera i Bou com a cap de llista, va passar de tres a quatre regidors. Després de difícils negociacions, Joan Blanch va ser escollit alcalde amb el suport d'IC, quelcom que fou ben vist pel sector veïnal, representat per la Federació d'Associacions de Veïns. Tanmateix, la legislatura no estigué exempta de tensions entre socialistes i comunistes.

## Maig de 1991
| Candidatura | Candidatura                          | Cap de llista           | Vots   | Regidors | % vots |
| ----------- | ------------------------------------ | ----------------------- | ------ | -------- | ------ |
|             | Partit dels Socialistes de Catalunya | Joan Blanch i Rodríguez | 36.228 | 14       | 46,87% |
|             | Iniciativa per Catalunya-Els Verds   | Màrius Díaz i Bielsa    | 17.730 | 7        | 22,94% |
|             | Convergència i Unió                  | Marcel Riera i Bou      | 12.560 | 5        | 16,25% |
|             | Partit Popular Català                | Xavier Garcia Albiol    | 4.741  | 1        | 6,13%  |
|             | Altres                               |                         | 5331   | -        | 6,9%   |
|             | En blanc                             |                         | 705    | -        | 0,91%  |
|             | Nuls                                 |                         | 250    | -        | 0,32%  |
| Total       | Total                                | 77.545                  | 77.545 | 27       | 46,42% |

Els socialistes van tornar a guanyar les eleccions, però aquesta vegada van obtenir la majoria absoluta, gràcies als vots que va obtenir dels barris de Llefià i de La Salut, que els va permetre governar sense pactes. Joan Blanch va tornar a ser proclamat alcalde. Iniciativa per Catalunya, per la seva banda, va veure minvada la seva representació a causa de les discrepàncies internes, que va portar al PCC a presentar-se en solitari. CiU continuà amb la seva tradicional font de vots que eren els barris del centre. En aquesta ocasió, el Partit Popular també va obtenir un regidor, el cap de llista Xavier Garcia Albiol.

## Maig de 1995
| Candidatura | Candidatura                          | Cap de llista           | Vots   | Regidors | % vots  |
| ----------- | ------------------------------------ | ----------------------- | ------ | -------- | ------- |
|             | Partit dels Socialistes de Catalunya | Joan Blanch i Rodríguez | 31.363 | 10       | 32,47%  |
|             | Iniciativa per Catalunya-Els Verds   | Manuel Armentero Molina | 24.881 | 7        | 25,76%  |
|             | Convergència i Unió                  | Marcel Riera i Bou      | 19.192 | 6        | 19,87%  |
|             | Partit Popular de Catalunya          | Xavier Garcia Albiol    | 15.268 | 4        | 15,268% |
|             | Altres                               |                         | 4.628  | -        | 4,83%   |
|             | En blanc                             |                         | 1.206  | -        | 1,25%   |
|             | Nuls                                 |                         | 248    | -        | 0,26%   |
| Total       | Total                                | 95.041                  | 95.041 | 27       | 43,97%  |

La victòria va ser socialista, tot i que va suposar un retrocés de quatre regidors respecte al consistori anterior, que els va fer perdre la majoria absoluta. No obstant això, el PSC va guanyar a 17 dels 28 barris de la ciutat, especialment en aquells perifèrics. Per la seva banda, CiU va continuar guanyant als barris del centre i IC-EV va guanyar a Morera, Nova Lloreda i a Puigfred (Badalona)-Montigalà (Badalona). El nou ajuntament va prendre possessió en un acte solemne al saló de plens de la casa consistorial el 17 de juny, on Blanch va ser reelegit alcalde només amb els vots del seu partit, amb un discurs on demanava la col·laboració de la resta de forces polítiques per tal de poder dur a terme el govern de la ciutat.

## Juny de 1999
| Candidatura | Candidatura                          | Cap de llista           | Vots   | Regidors | % vots |
| ----------- | ------------------------------------ | ----------------------- | ------ | -------- | ------ |
|             | Partit dels Socialistes de Catalunya | Maite Arqué i Ferrer    | 34.370 | 13       | 40,98% |
|             | Convergència i Unió                  | Marcel Riera i Bou      | 12.917 | 5        | 15,4%  |
|             | Partit Popular de Catalunya          | Xavier Garcia Albiol    | 12.822 | 5        | 15,29% |
|             | Iniciativa per Catalunya-Verds       | Muntsa Niso Holgado     | 9.110  | 3        | 10,86% |
|             | Esquerra Unida i Alternativa         | Manuel Armentero Molina | 4.593  | 1        | 5,48%  |
|             | Altres                               |                         | 8.548  | -        | 10,19% |
|             | En blanc                             |                         | 1.503  | -        | 1,79%  |
|             | Nuls                                 |                         | 445    | -        | 0,53%  |
| Total       | Total                                | 84.308                  | 84.308 | 27       | 47,15% |

Els socialistes van obtenir una nova victòria, amb la seva nova cap de llista, Maite Arqué i Ferrer, que esdevingué la primera alcaldessa de la ciutat, el 3 de juliol. Aquesta vegada, la segona força va ser Convergència i Unió, a poca distància es va situar el Partit Popular. En aquestes eleccions, Iniciativa per Catalunya i Esquerra Unida es van presentar per separat, i ambdós van obtenir representació. El PSC va guanyar a tots els barris de la ciutat menys als del centre, on va guanyar CiU. Arqué va ser escollida alcaldessa amb els vots socialistes, els d'Iniciativa i els d'Esquerra Unida, que es van integrar en el govern municipal: Niso va ser nomenada regidora de Medi Ambient, i Armentero regidor de l'antic districte VIII.

## Maig de 2003
| Candidatura | Candidatura                                                 | Cap de llista         | Vots   | Regidors | % vots |
| ----------- | ----------------------------------------------------------- | --------------------- | ------ | -------- | ------ |
|             | Partit dels Socialistes de Catalunya                        | Maite Arqué i Ferrer  | 35.757 | 12       | 40,07% |
|             | Partit Popular de Catalunya                                 | Xavier Garcia Albiol  | 15.637 | 5        | 17,52% |
|             | Iniciativa per Catalunya-Verds-Entesa pel Progrés Municipal | Muntsa Niso Holgado   | 14.669 | 5        | 16,44% |
|             | Convergència i Unió                                         | Ferran Falcó i Isern  | 11.716 | 3        | 13,13% |
|             | Esquerra Republicana de Catalunya-Acord Municipal           | Jaume Vives i Sobrino | 6.877  | 2        | 7,71%  |
|             | Altres                                                      |                       | 3.243  | -        | 3,63%  |
|             | En blanc                                                    |                       | 1.345  | -        | 1,51%  |
|             | Nuls                                                        |                       | 294    | -        | 0,33%  |
| Total       | Total                                                       | 89.538                | 89.538 | 27       | 52,35% |

La candidatura dels socialistes va tornar a guanyar les eleccions, tot i que va perdre vots respecte al 2003. La resta de partits van canviar els seus resultats: el PP es va situar com a segona força al consistori, i CiU va perdre dos dels regidors que havia obtingut en les anteriors eleccions. Per la seva banda, Esquerra Republicana de Catalunya va entrar al consistori per primera vegada des que s'instaurés la democràcia. Arqué va pactar novament amb ICV, i aquesta vegada també ho feu amb ERC: Jaume Vives i Sobrino, el cap de llista, va esdevenir regidor de Drets Civils, Convivència i Defensa del Consumidor i quart tinent d'alcalde.

## Maig de 2007
| Candidatura | Candidatura                                                 | Cap de llista            | Vots   | Regidors | % vots |
| ----------- | ----------------------------------------------------------- | ------------------------ | ------ | -------- | ------ |
|             | Partit dels Socialistes de Catalunya                        | Maite Arqué i Ferrer     | 21.352 | 9        | 28,81% |
|             | Partit Popular de Catalunya                                 | Xavier Garcia Albiol     | 16.203 | 7        | 21,86% |
|             | Convergència i Unió                                         | Ferran Falcó i Isern     | 12.199 | 5        | 16,46% |
|             | Iniciativa per Catalunya-Verds-Entesa pel Progrés Municipal | Carles Sagués i Baixeras | 10.954 | 5        | 14,78% |
|             | Esquerra Republicana de Catalunya-Acord Municipal           | Jaume Vives i Sobrino    | 4.276  | 1        | 5,77%  |
|             | Altres                                                      |                          | 6.827  | -        | 9,21%  |
|             | En blanc                                                    |                          | 2.307  | -        | 3,11%  |
|             | Nuls                                                        |                          | 301    | -        | 0,4%   |
| Total       | Total                                                       | 74.419                   | 74.419 | 27       | 46,02% |

La victòria va ser dels socialistes, que van pactar novament amb ICV i amb ERC. En aquestes eleccions la campanya va estar centrada per primera vegada la immigració, que durant aquests anys va augmentar extraordinàriament, i que va ser especialment utilitzat pel PP.

## Maig de 2011
| Candidatura | Candidatura                                                                              | Cap de llista            | Vots   | Regidors | % vots |
| ----------- | ---------------------------------------------------------------------------------------- | ------------------------ | ------ | -------- | ------ |
|             | Partit Popular                                                                           | Xavier García Albiol     | 26.920 | 11       | 33,48% |
|             | Partit dels Socialistes de Catalunya-Progrés Municipal                                   | Jordi Serra i Isern      | 21.778 | 9        | 27,05% |
|             | Convergència i Unió                                                                      | Ferran Falcó i Isern     | 10.090 | 4        | 12,55% |
|             | Iniciativa per Catalunya-Verds-Esquerra Unida i Alternativa-Entesa pel Progrés Municipal | Carles Sagués i Baixeras | 7.156  | 3        | 8,9%   |
|             | Altres                                                                                   |                          | 11.452 | -        | 14,23% |
|             | En blanc                                                                                 |                          | 3.036  | -        | 3,78%  |
|             | Nuls                                                                                     |                          | 900    | -        | 1,11%  |
| Total       | Total                                                                                    | 81.304                   | 81.304 | 27       | 52,11% |

## Maig de 2015
| Candidatura | Candidatura                                                       | Cap de llista               | Vots   | Regidors | % vots |
| ----------- | ----------------------------------------------------------------- | --------------------------- | ------ | -------- | ------ |
|             | Partit Popular                                                    | Xavier García Albiol        | 30.567 | 10       | 34,21% |
|             | Guanyem Badalona en Comú                                          | Maria Dolors Sabater i Puig | 15.645 | 5        | 17,51% |
|             | Partit dels Socialistes de Catalunya-Candidatura de Progrés       | Jordi Serra i Isern         | 12.593 | 4        | 14,09% |
|             | Esquerra Republicana-Avancem-Moviment d'Esquerres-Acord Municipal | Oriol Lladó i Esteller      | 9.812  | 3        | 10,98% |
|             | Convergència i Unió                                               | Ferran Falcó i Isern        | 7.097  | 2        | 7,94%  |
|             | Iniciativa per Catalunya-Esquerra Unida i Alternativa             | Àlex Mañas i Ballesté       | 5.917  | 2        | 6,68%  |
|             | Ciutadans                                                         | Juan Miguel López           | 5.002  | 1        | 5,60%  |
|             | Altres                                                            |                             | 1468   | -        | 1,64%  |
|             | En blanc                                                          |                             | 1.198  | -        | 1,34%  |
|             | Nuls                                                              |                             | 499    | -        | 0,57%  |
| Total       | Total                                                             | 89.851                      | 89.851 | 27       | 57,53% |

L'octubre de 2017 la regidora Conxita Botey Teruel es va donar de baixa del PSC després dels fets de l'1 d'octubre passant així a ser regidora no adscrita.
Contra tot pronòstic, Maria Dolors Sabater i Puig va ser escollida alcaldessa en la sessió plenària de l'Ajuntament el 13 de juny gràcies a un pacte entre les forces d'esquerra (PSC, ERC i ICV-EUiA), a més de comptar amb el vot a favor del candidat de CDC Ferran Falcó, mentre els partidaris de Garcia Albiol i els de Sabater seguien la constitució de l'ajuntament des de la plaça de la Vila, amb alguns moments de tensió. Sabater va formar govern, en minoria, únicament amb ERC i ICV-EUiA perquè els socialistes van preferir quedar-se a l'oposició, però no aconseguiria acabar la legislatura com a alcaldessa.
El 2018 la proposta del pressupost municipal no va prosperar al ple, amb l'oposició del PP, PSC i Cs. Atesa la situació, Sabater va decidir presentar-los de nou lligats a una qüestió de confiança. Els socialistes, adduint que s'havien incomplert les condicions que els van portar a donar suport a l'elecció de Sabater com a alcaldessa -la neutralitat davant del procés sobiranista de Catalunya i fer uns pressupostos més socials- van retirar-li la confiança el 7 de maig de 2018. Finalment, la moció de censura que va presentar el socialista Àlex Pastor López, va prosperar el 20 de juny de 2018 amb el suport del Partit Popular i Ciutadans, motiu pel qual Sabater va deixar de ser alcaldessa i Pastor va esdevenir el nou alcalde de la ciutat.

## Maig de 2019
| Candidatura | Candidatura                                                                                | Cap de llista               | Vots    | Regidors | % vots |
| ----------- | ------------------------------------------------------------------------------------------ | --------------------------- | ------- | -------- | ------ |
|             | Partit Popular                                                                             | Xavier García Albiol        | 37.539  | 11       | 37,58% |
|             | Guanyem Badalona en Comú-Esquerra Republicana-Avancem-Moviment d'Esquerres-Acord Municipal | Maria Dolors Sabater i Puig | 24.485  | 7        | 24,52% |
|             | Partit dels Socialistes de Catalunya-Units-Candidatura de Progrés                          | Àlex Pastor López           | 19.913  | 6        | 19,94% |
|             | Badalona en Comú Podem - en Comú Guanyem                                                   | Aïda Llauradó Álvarez       | 8.503   | 2        | 8,52%  |
|             | Junts per Catalunya - Badalona                                                             | David Torrents i Mingarro   | 5.140   | 1        | 5,15%  |
|             | Altres                                                                                     |                             | 3.749   | -        | 3,76%  |
|             | En blanc                                                                                   |                             | 526     | -        | 0,53%  |
|             | Nuls                                                                                       |                             | 272     | -        | 0,27%  |
| Total       | Total                                                                                      | 100.127                     | 100.127 | 27       | 63,85% |

En el primer ple de l'Ajuntament, la coalició formada per Guanyem Badalona en Comú i Esquerra Republicana de Catalunya, anomenada La Badalona Valenta, formen dos grups diferents; passant a tenir 4 regidors per a Guanyem Badalona en Comú i 3 per a Esquerra Republicana-Avancem-MES.
Aquesta legislatura va comptar amb tres alcaldes diferents al capdavant del consistori: els socialistes Àlex Pastor López i Rubén Guijarro Palma, i el popular Xavier García Albiol. De fet, els pactes postelectorals van procurar evitar que Albiol fos nomenat alcalde per segona vegada. Després d'un ple d'investidura força incert, Àlex Pastor va aconseguir mantenir la vara d'alcalde que ostentava des de la moció de censura de l'anterior legislatura gràcies als suports d'ERC, Badalona en Comú Podem, Junts per Catalunya i tres regidors de Guanyem Badalona en Comú.
Arran de la dimissió d'Àlex Pastor com a alcalde i regidor de Badalona, després d'haver estat detingut pels Mossos d'Esquadra, el 21 d'abril del 2020, per conduir amb símptomes d'embriaguesa i haver-se saltat el confinament decretat per la pandèmia de coronavirus, es va convocar un nou ple d'investidura per escollir el seu successor el 12 de maig del 2020. A causa del desacord entre les diverses forces polítiques d'esquerres, especialment entre Guanyem, el PSC i ERC, cap candidat a l'alcaldia no va obtenir la majoria necessària per a ser investit i, d'aquesta manera, tal com estableix la llei, el candidat de la llista més votada a les eleccions del 2019, Xavier García Albiol, fou proclamat automàticament alcalde de Badalona.
Tanmateix, arran de la seva implicació en els Papers de Pandora, l'oposició va presentar una moció de censura contra Albiol el 22 d'octubre del 2021. El 8 de novembre, la moció prosperà i fou proclamat nou alcalde de la ciutat el socialista Rubén Guijarro amb els vots a favor del PSC, ERC, Guanyem, Badalona en Comú Podem i Junts per Catalunya.

## Maig de 2023
| Candidatura | Candidatura                                                 | Cap de llista                | Vots   | Regidors | % vots |
| ----------- | ----------------------------------------------------------- | ---------------------------- | ------ | -------- | ------ |
|             | Partit Popular                                              | Xavier García Albiol         | 50.185 | 18       | 55,73% |
|             | Partit dels Socialistes de Catalunya-Candidatura de Progrés | Rubén Guijarro Palma         | 13.167 | 4        | 14,62% |
|             | Esquerra Republicana-Acord Municipal                        | Alex Montornès i Torrecillas | 6.885  | 2        | 7,61%  |
|             | Badalona en Comú Podem-Confluència                          | Aïda Llauradó Álvarez        | 6.270  | 2        | 6,96%  |
|             | Guanyem Badalona en Comú-Municipalistes de Catalunya        | Maria Dolors Sabater i Puig  | 5.476  | 1        | 6,08%  |
|             | Altres                                                      |                              | 6.894  | -        | 7,66%  |
|             | En blanc                                                    |                              | 1.153  | -        | 1,27%  |
|             | Nuls                                                        |                              | 770    | -        | 0,85%  |
| Total       | Total                                                       | 90.805                       | 90.805 | 27       | 58,05% |

El Partit Popular va obtenir una amplíssima majoria absoluta, fet inèdit a la ciutat des de les eleccions municipals de 1991. De fet, va ser la força més votada a tots els barris de la ciutat sense excepció. Xavier García Albiol fou proclamat alcalde de Badalona per tercera vegada i Junts per Catalunya va quedar fora del ple municipal per primer cop. L'únic partit que va mantenir el mateix nombre de regidors que a l'anterior legislatura (però no el mateix nombre de vots) va ser Badalona en Comú Podem, tota la resta van patir davallades importants.